# Portillo de Toledo
Portillo de Toledo ist eine spanische Gemeinde  (municipio) in der Provinz Toledo der Autonomen Region Kastilien-La Mancha. 2024 hatte die Gemeinde 2.346 Einwohner. Die Gemeindefläche beträgt 19,95 km². 

## Lage
Portillo de Toledo liegt etwa 45 Kilometer nordwestlich von Toledo und etwa 75 Kilometer südwestlich von Madrid in einer Höhe von ca. 595 m. 

## Bevölkerungsentwicklung
| Jahr      | 1900  | 1910  | 1920  | 1930  | 1940  | 1950  | 1960  | 1970  | 1981  | 1991  | 2001  | 2011  | 2021  |
| --------- | ----- | ----- | ----- | ----- | ----- | ----- | ----- | ----- | ----- | ----- | ----- | ----- | ----- |
| Einwohner | 1.851 | 2.091 | 2.446 | 2.419 | 1.908 | 2.151 | 1.822 | 1.611 | 1.672 | 1.910 | 2.017 | 2.250 | 2.223 |

## Sehenswürdigkeiten
- Marienkirche (Iglesia de Nuestra Señora de la Paz)

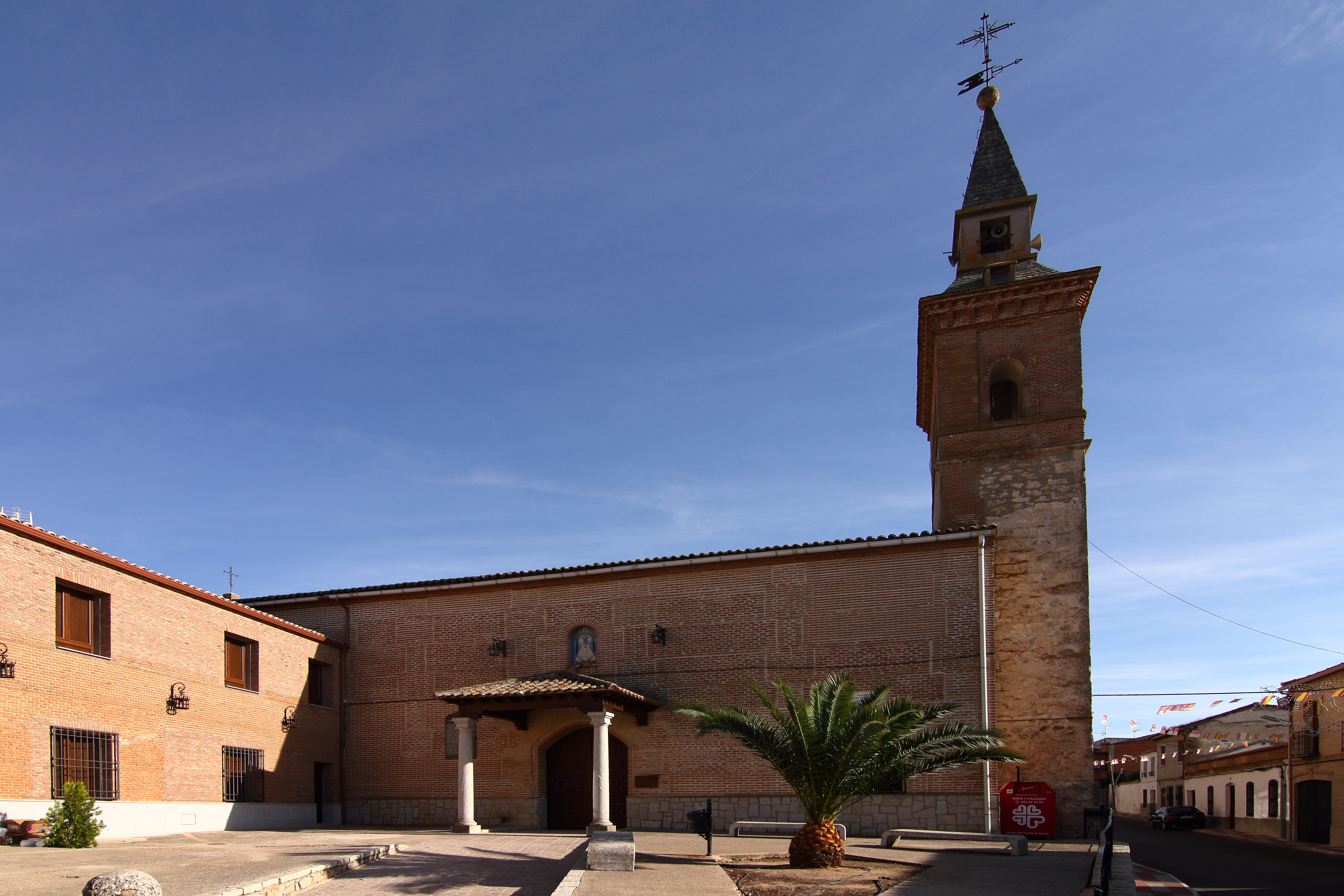
Marienkirche
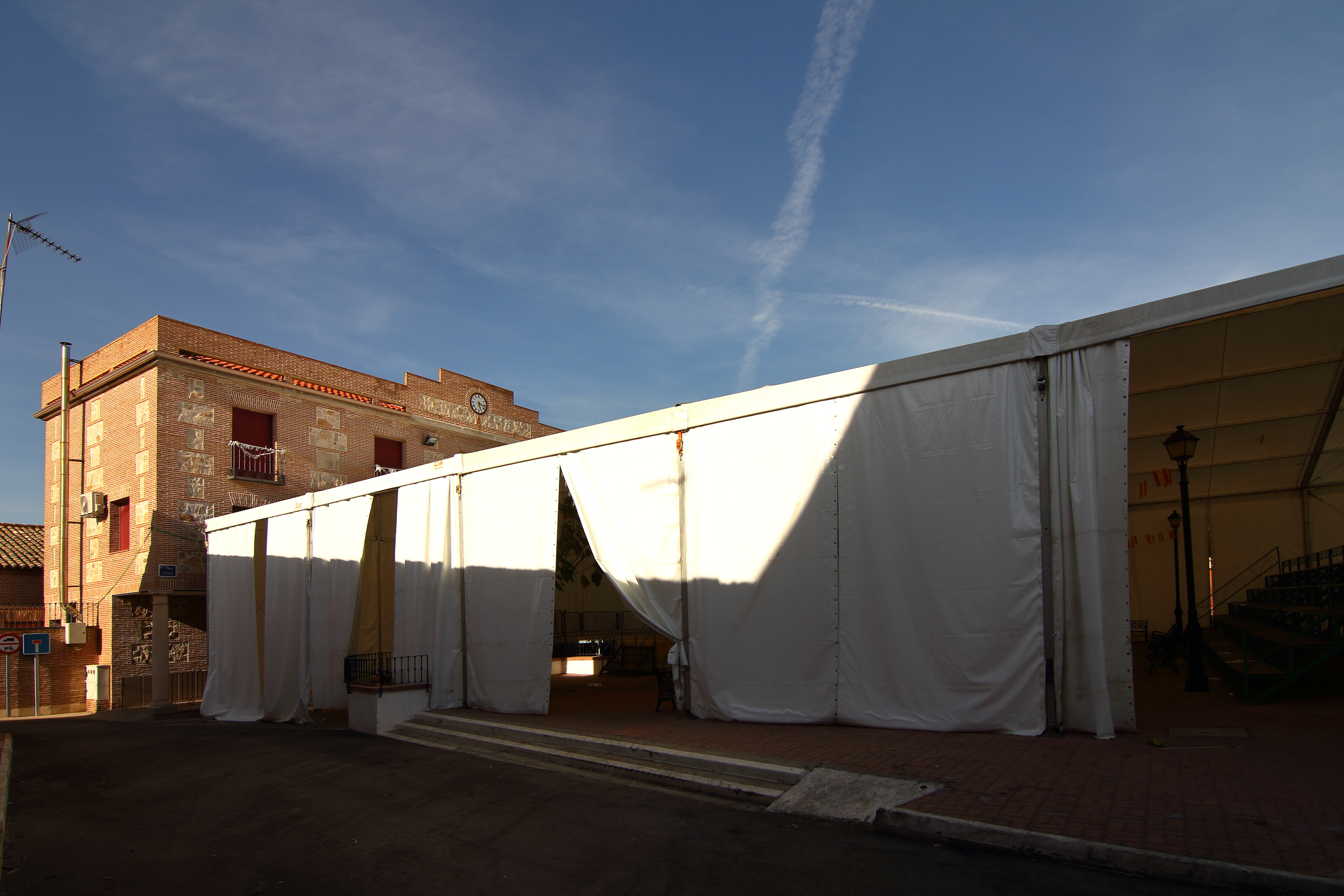
Rathaus